# Амајлија (роман)
Амајлија (шп. Amuleto) кратки је роман чиленаског књижевника Роберта Болања објављен 1999. Исприповедан је у облику монолога Ауксилије Лакутур, средовечне Уругвајке, која живи у Мексико Ситију дружећи се са младим песницима, због чега себе назива Мајком мексичке поезије. Ауксалија је постала позната по симболичком отпору према војном рушењу аутономије Мексичког универзитета 1968. када је остала у женском клозету 13 дана, од 18. до 30. септембра. Док се крије од војника и бори са глађу, она се присећа своје прошлости, изгубљених зуба, вољених пријатеља, песника, креће се имагинарним пејзажима и прориче будућност. Историјска окосница романа се завршава поетском визијом страдалих студената идеалиста у масакру на Тлателолку 2. октобра 1968.
Стил романа карактеришу лирски узлети, елементи надреализма и епизодичност у приповедању. Главна јунакиња Ауксалија Лакатур се претходно појављује као споредни лик у Болањовом роману Дивљи детективи. У Амајлији се као епизодни јунак појављује и Артуро Белано (књижевни алтер его самог писца), према којем Ауксалија гаји посебну нежност и који је централни јунак Дивљих детектива. Поред имагинарних и јунака из Болањовог живота, у роману се као ликови појављују и историјске личности попут песника Леона Фелипеа и Педра Гарфијаса, сликарке Ремедиос Варо, песникиње Лилијан Серпас и др. Књига је посвећена песнику и Болањовом пријатељу Марију Сантјагу Папаскјару, који је преминуо годину дана пре објављивања Амајлије. Роман је на српски језик превео Душан Вејновић и објављен је у издавачкој кући ЛОМ.